# Фаустинув (гміна Зелюв)
Фаустинув (пол. Faustynów) — село в Польщі, у гміні Зелюв Белхатовського повіту Лодзинського воєводства.
Населення — 56 осіб (2011).
У 1975-1998 роках село належало до Пйотрковського воєводства.

## Демографія
Демографічна структура станом на 31 березня 2011 року:
|          | Загалом | Допрацездатний вік | Працездатний вік | Постпрацездатний вік |
| -------- | ------- | ------------------ | ---------------- | -------------------- |
| Чоловіки | 29      | 9                  | 18               | 2                    |
| Жінки    | 27      | 5                  | 14               | 8                    |
| Разом    | 56      | 14                 | 32               | 10                   |